# Aleksa Šaponjić
Aleksa Šaponjić (Belgrád, 1992. június 4. –) (szerb cirill átírással: Алекса Шапоњић) olimpiai bronzérmes (2012) és Európa-bajnok szerb vízilabdázó, a California Golden Bears játékosa.